# 穆瓦耶讷维尔 (瓦兹省)
穆瓦耶讷维尔（法語：Moyenneville，法語發音：[mwajɛnvil]）是法国瓦兹省的一个市镇，位于该省东部，属于克莱蒙区。

## 地理
穆瓦耶讷维尔（49°29'26"N, 2°38'11"E）面积7.19 平方千米，位于法国上法蘭西大區瓦兹省，该省份为法国北部内陆省份，北起索姆省，西接厄尔省和滨海塞纳省，南至塞纳-马恩省和瓦兹河谷省，东临埃纳省。
与穆瓦耶讷维尔接壤的市镇（或旧市镇、城区）包括：阿龙德河畔古尔奈、格朗德维莱尔奥布瓦、埃梅维莱尔、阿龙德河畔讷维、拉讷维尔鲁瓦、鲁维莱尔、瓦克穆兰。

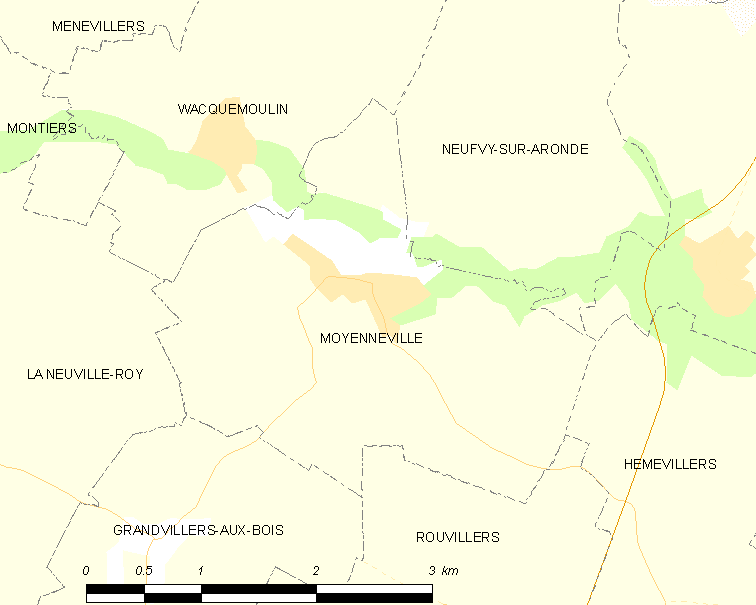
的OSM定位图

穆瓦耶讷维尔的时区为UTC+01:00、UTC+02:00（夏令时）。

## 行政
穆瓦耶讷维尔的邮政编码为60190，INSEE市镇编码为60440。

## 政治
穆瓦耶讷维尔所属的省级选区为埃斯特雷圣但尼县。

## 人口

1962-2008年间人口变化图示

穆瓦耶讷维尔于2022年1月1日时的人口数量为584人。